# Vídnoye
Vídnoye (en ruso: Видное) es una ciudad de Rusia de unos 52 000 habitantes, situada a tres kilómetros de Moscú, Rusia, capital del raión Léninski.

## Historia
Fundada originalmente en 1902 como Rastorgúyevo, desde el año 1949 Vídnoye se convirtió en un importante centro industrial, con la apertura de fábricas de carbón y gas natural. En 1965, fue galardonada con el título de ciudad. 

## Estado administrativo y municipal
En el marco de las divisiones administrativas, Vídnoye sirve como el centro administrativo del distrito Léninski. Como una división administrativa, está, junto con siete localidades rurales, incorporados dentro del distrito Léninski como la ciudad de Vídnoye. Como división municipal, la ciudad de Vídnoye se incorpora dentro de Distrito Municipal Léninski de la óblast de Moscú como asentamiento urbano Vídnoye.

## Medios
En 2011 la ciudad cuenta con la televisora Vídnoye-TV, y un periódico, Vesti Vídnovskiye (en ruso: Видновские Вести). 

## Deportes
Posee club de baloncesto para mujeres locales. La Región Spartak de Moscú, fue sede de la final de la Euroliga Femenina en 2007, ganado por la propia Rusia.

## Galería

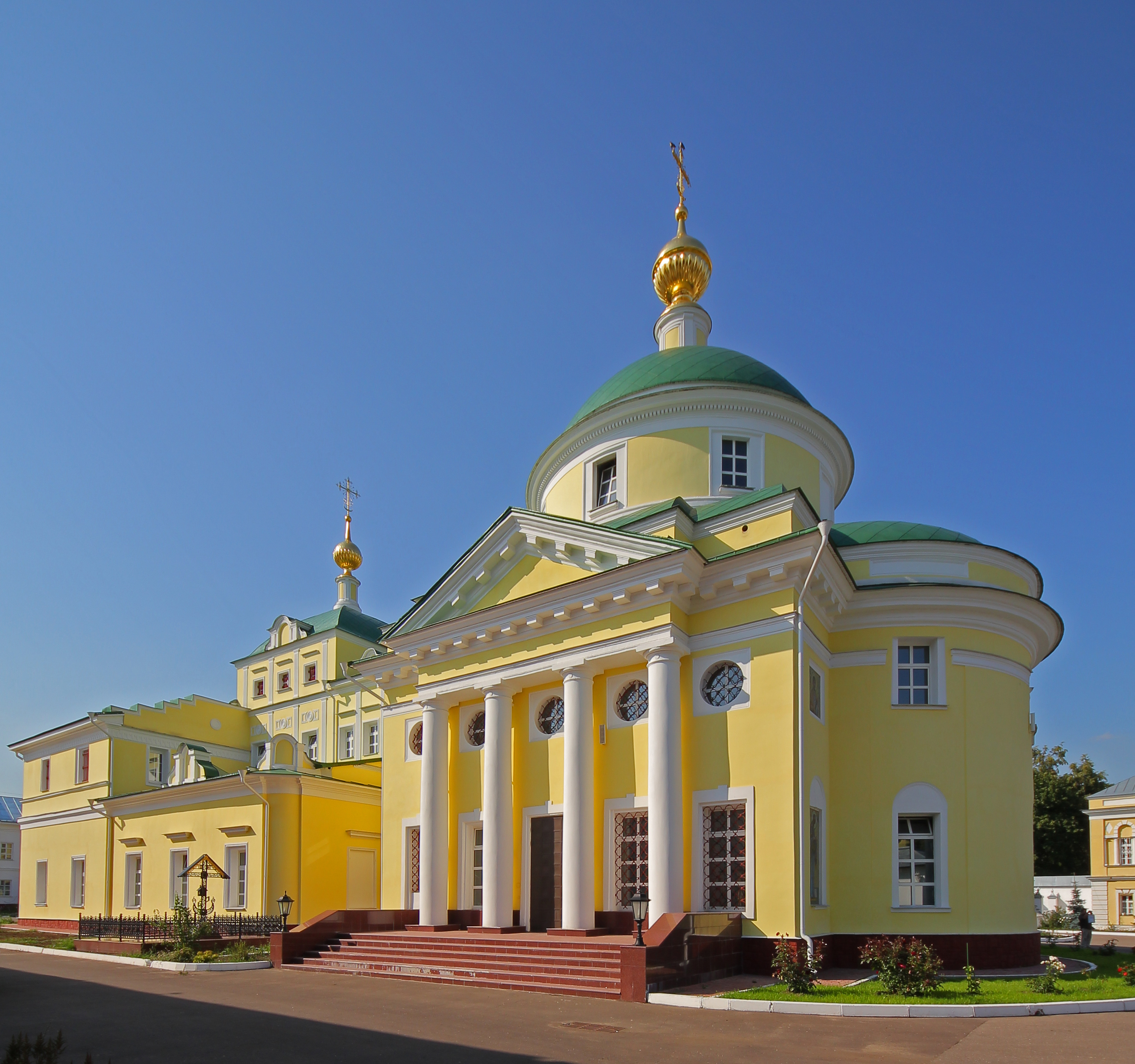
Monasterio de Santa Catalina
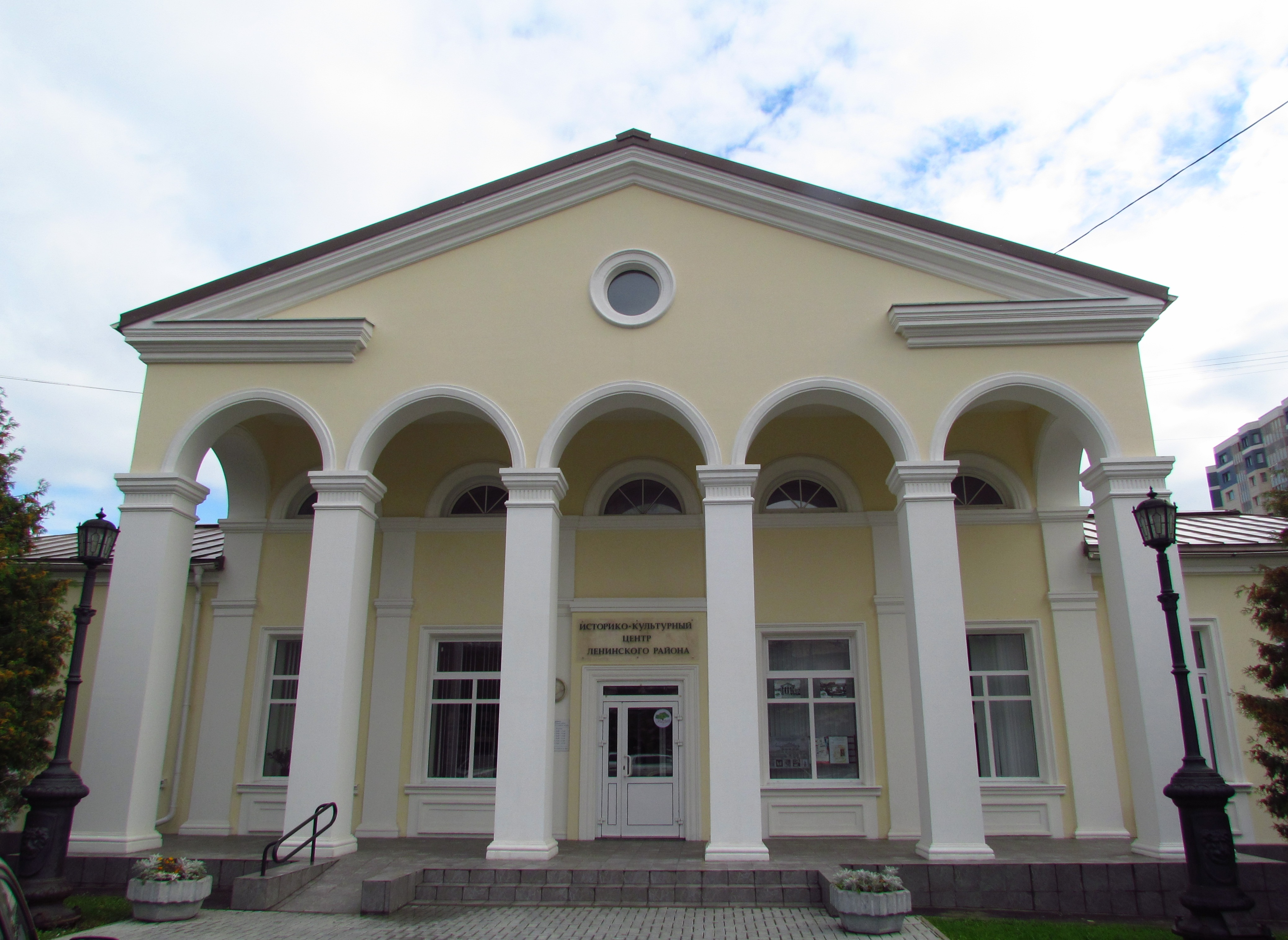
Centro cultural e histórico del distrito Léninski
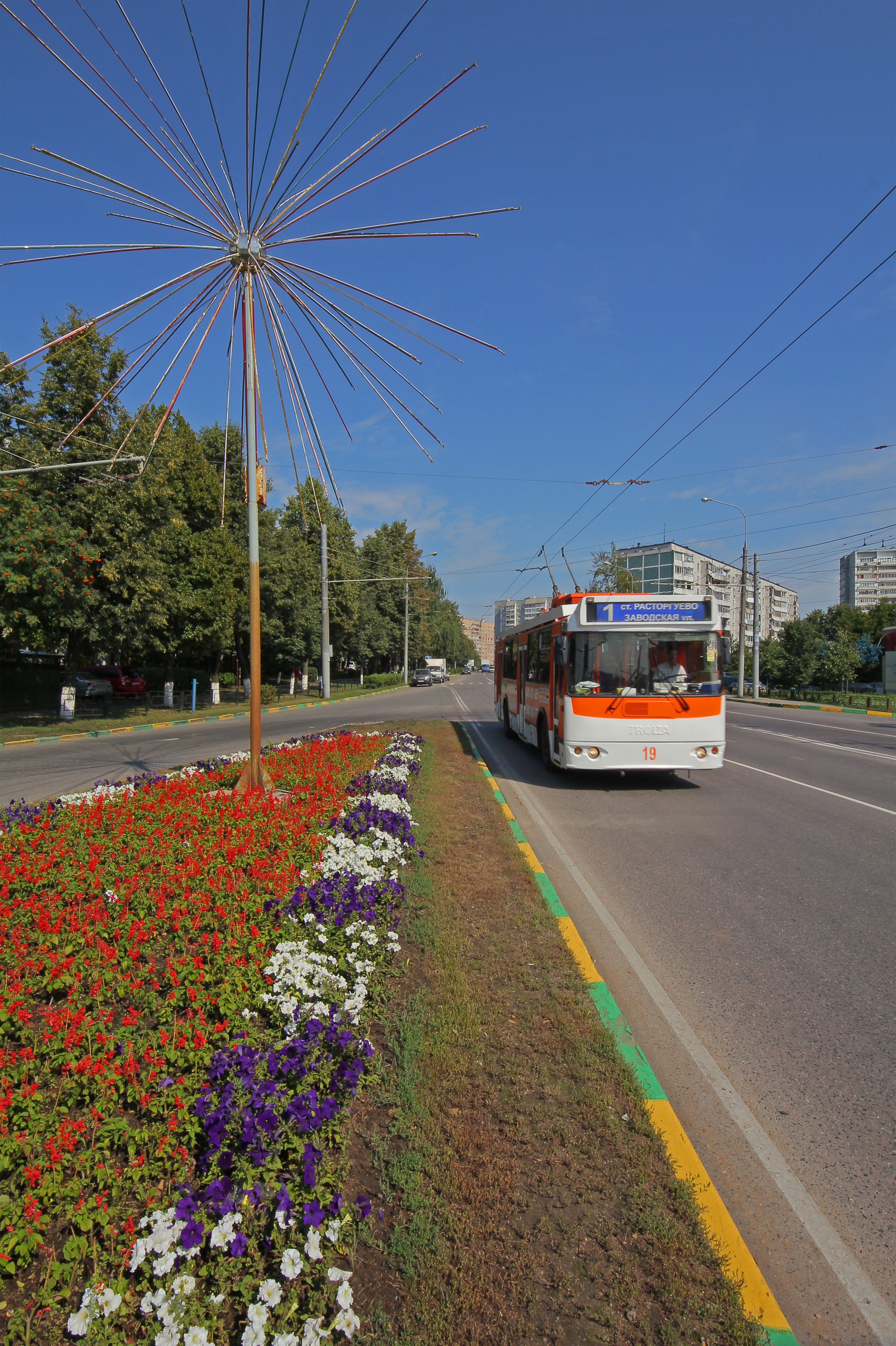
Un trolebús en Vídnoye
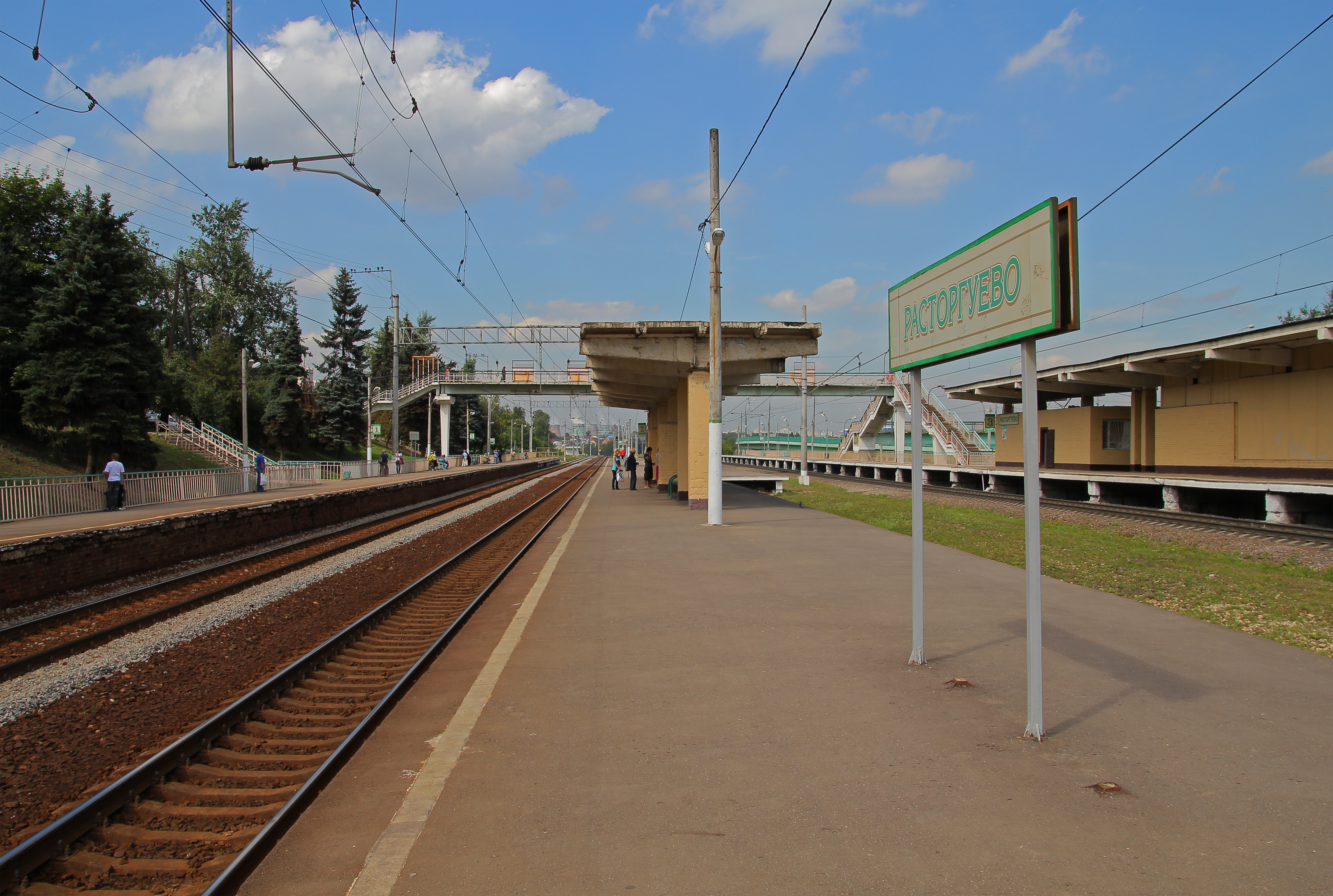
Estación de tren Rastorgúyevo

- Datos: Q133075
- Multimedia: Vidnoye, Moscow Oblast / Q133075